# Irakisches Atomprogramm
Das Irakische Atomprogramm bestand von 1975 bis 1991; eine Fähigkeit zur Herstellung von Kernwaffen gilt nach dem damaligen IAEO-Generaldirektor Mohammed el-Baradei als unwahrscheinlich.

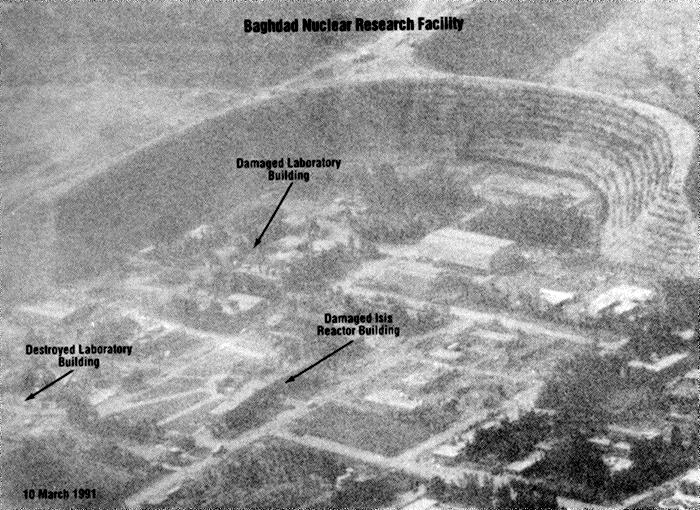
Tuwaitha Nuclear Research Center nach der Bombardierung vom 10. März 1991

## Anfänge und Zweifel
1959 wurde der Irak Mitglied der Internationalen Atomenergie-Organisation. Am 1. Juli 1968 hat der Irak den Atomwaffensperrvertrag unterzeichnet und am 29. Oktober 1969 ratifiziert. Ein sowjetischer Forschungsreaktor mit 2 MW (IRT-2000) wurde 1968 in Tuwaitha in Betrieb genommen, 1978 erfolgte ein Update des Reaktors auf 5 MW (IRT-5000).
Das irakische Atomprogramm begann am 18. November 1975 mit der Unterzeichnung des französisch-irakischen Nuklearabkommens und dem Kauf von zwei französischen Reaktoren. Bereits im Dezember 1974 stattete Frankreichs Premierminister Jacques Chirac Saddam Hussein in Bagdad einen Besuch ab. Dabei soll der Irak eine Anfrage für einen UNGG-Reaktor unterbreitet haben.
Leiter des irakischen Atomprogramms wurde Dr. Jaffar Dhia Jaffar. Frankreich baute ab 1976 den Reaktor Tammuz-1 (Osirak), einen auf 40 MWth ausgelegten Leichtwasserreaktor; ein kleinerer zweiter Versuchsreaktor, Tammuz-2 (Isis) mit 600 kWth, sollte ebenfalls errichtet werden. Beide Sicherheitsbehälter wurden am 6. April 1979, drei Tage vor der Verschiffung von Frankreich nach Irak in La Seyne-sur-Mer in den Hallen der CNIM durch Sabotage beschädigt.
Der Irak bemühte sich ab 1982, die Uran-Anreicherung – unabhängig von internationalen Verpflichtungen, ohne einen eigenen Kernreaktor zu haben – eigenständig in den Griff zu bekommen. Dazu wurde das Tuwaitha Nuclear Research Center um Anlagen zur Uran-Anreicherung erweitert. 1984 gab es im Projekt 182 einen Entwurf für einen 40 MW Natururanreaktor des Typs CANDU, als Ersatz für den zerstörten Tammuz-1. Der Entwurf kam nie über das Planungsstadium hinaus.

## Militärisches Ziel
Am 30. Oktober 1980, zu Beginn des Ersten Golfkriegs, war der im Bau befindliche Reaktor Tammuz-1 in der „Operation Scorch Sword“ Ziel der Iranischen Luftwaffe. Bei der israelischen „Operation Opera“ am 7. Juni 1981 wurde der noch nicht mit Kernbrennstoff bestückte Reaktor ein zweites Mal angegriffen und schwer beschädigt. Der Grund dafür war, dass nach Ansicht von Geheimdiensten im Tammuz-1 genug Plutonium für ein mögliches Atomwaffenprogramm hätte hergestellt werden können.
Der Sicherheitsrat der Vereinten Nationen verurteilte Israels Vorgehen in der Resolution 487 (1981).
Während des Zweiten Golfkriegs wurde die komplette Anlage Tuwaitha ab dem 19. Januar 1991 mehrfach angegriffen und völlig zerstört. Auch hier wurde vermutet, dass der Irak hochangereichertes Uran für ein mögliches Atomwaffenprogramm herstellen würde. Als Beweis galten die umfangreichen Lieferungen von Hunderten von Tonnen niedrig angereichertem Uran und Yellowcake verschiedener Länder im Zeitraum 1980–82. Dem Irak gelang in seinen Anlagen in Tuwaitha von 1985 bis 1991 offensichtlich die ersten Stufen im Brennstoffkreislauf.

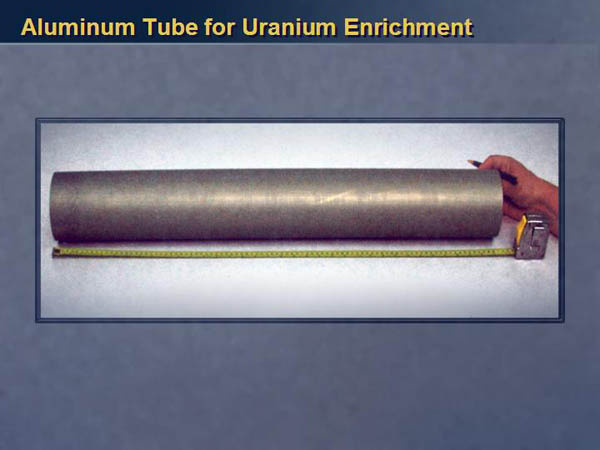
Aluminiumrohr für die Uran-Anreicherung, das von US-Außenminister Colin Powell vor dem Sicherheitsrat der Vereinten Nationen am 5. Februar 2003 gezeigt wurde

## Beendigung, Krieg und Rückführung
Das irakische Atomprogramm wurde offensichtlich 1991 eingestellt. Durch die UN-Resolution 687 (1991) vom 8. April 1991 war der Irak verpflichtet, alle Untersuchungen hinsichtlich des Atomwaffensperrvertrags vornehmen zu lassen. Die IAEA führte von 1991 bis September 2007 umfangreiche Inspektionen durch. Von 1991 bis 1994 wurde von den Inspektoren der IAEA 37,5 kg hochangereichertes Uran und 5 Gramm Plutonium in den Versuchsanstalten des Irak gefunden und beschlagnahmt. Bei der Uran-Anreicherung mittels Gasdiffusionsmethode und Gaszentrifugen wurden vom Irak bis 1991 rund 640 Gramm Uran mit einem Anreicherungsgrad von 7,2 Prozent hergestellt. 1992 wurden 6,6 kg Uran-235 aus den Restbeständen nach Moskau überführt. Der Anreicherungsgrad des Urans bei Leichtwasserreaktoren beträgt 3 bis 4 %. Für den Bau einer Atombombe ist typischerweise ein Anreicherungsgrad von über 85 Prozent notwendig.
Eine der Begründungen für den Irakkrieg, der Irak habe in den neunziger Jahren versucht, in Afrika atomwaffenfähiges Uran einzukaufen, ließ sich nicht bestätigen; ebenso wenig die Behauptung, der Irak habe im Jahre 2002 Aluminiumrohre für Zentrifugen zur Uran-Anreicherung aus dem Niger zu kaufen versucht.
Nach dem Irakkrieg wurden 1,8 Tonnen niedrig angereichertes Uran im Jahre 2004 in die USA und 600 Tonnen Uran in Form von Yellowcake im Jahre 2008 nach Kanada überführt.